# يان باين (لاعب كريكت بريطاني)
يان باين (9 مايو 1958 - ) (بالإنجليزية: Ian Payne)‏ هو لاعب كريكت بريطاني.

## وصلات خارجية
- يان باين على موقع إي آس بي آن كريك إنفو (الإنجليزية)